# Copa de Clubes de Asia 1988-89
La Copa de Clubes de Asia de 1989 fue la 8.ª edición del torneo de fútbol a nivel de clubes más importante de Asia organizado por la AFC.
El Al-Saad de Catar derrotó en la final al Al-Rasheed de Irak en la final para gana el título por primera vez.

## Fase de Clasificación

### Grupo 1
| Club       | Pts. | J | G | E | P | GF | GC | GD |
| ---------- | ---- | - | - | - | - | -- | -- | -- |
| Al-Rasheed | 5    | 3 | 2 | 1 | 0 | 9  | 0  | +9 |
| Al-Saad    | 5    | 3 | 2 | 1 | 0 | 5  | 1  | +4 |
| Al-Fotuwa  | 2    | 3 | 1 | 0 | 2 | 2  | 7  | −5 |
| Al-Ansar   | 0    | 3 | 0 | 0 | 3 | 0  | 8  | −8 |

Todos los partidos se jugaron en Doha, Catar.
| Al-Saad    | 4–1 | Al-Fotuwa |
| Al-Rasheed | 6–0 | Al-Ansar  |
| Al-Saad    | 1–0 | Al-Ansar  |
| Al-Rasheed | 3–0 | Al-Fotuwa |
| Al-Fotuwa  | 1–0 | Al-Ansar  |
| Al-Rasheed | 0–0 | Al-Saad   |

### Grupo 2
| Club       | Pts. | J | G | E | P | GF | GC | GD |
| ---------- | ---- | - | - | - | - | -- | -- | -- |
| Al-Ittifaq | 7    | 4 | 3 | 1 | 0 | 6  | 2  | +4 |
| Kazma SC   | 7    | 4 | 3 | 1 | 0 | 9  | 2  | +7 |
| Sharjah FC | 4    | 4 | 2 | 0 | 2 | 6  | 5  | +1 |
| Al-Fanja2  | 2    | 4 | 1 | 0 | 3 | 3  | 8  | −5 |
| West Riffa | 0    | 4 | 0 | 0 | 4 | 1  | 8  | −7 |

Todos los partidos se jugaron en Sharjah, Emiratos Árabes Unidos.
| Sharjah FC | 2–0 | West Riffa |
| Al-Ittifaq | 1–0 | Al-Fanja   |
| Kazma SC   | 2–0 | West Riffa |
| Al-Ittifaq | 1–0 | Sharjah FC |
| Kazma SC   | 3–1 | Al-Fanja   |
| Al-Ittifaq | 3–1 | West Riffa |
| Kazma SC   | 3–0 | Sharjah FC |
| Al-Fanja   | 1–0 | West Riffa |
| Al-Ittifaq | 1–1 | Kazma SC   |
| Sharjah FC | 4–1 | Al-Fanja   |

Playoff para ver el 1.º lugar
| Al-Ittifaq | 2–1 | Kazma SC |

1 el Grupo 2 fue también el Campeonato de Clubes del Golfo. 

2 el Al-Fanja jugó solo en el Campeonato de Clubes del Golfo.

### Grupo 3
| Club             | Pts. | J | G | E | P | GF | GC | GD  |
| ---------------- | ---- | - | - | - | - | -- | -- | --- |
| Mohun Bagan AC   | 6    | 3 | 3 | 0 | 0 | 13 | 2  | +11 |
| Al-Fanja         | 4    | 3 | 2 | 0 | 1 | 13 | 3  | +10 |
| Crescent Textile | 2    | 3 | 1 | 0 | 2 | 3  | 17 | −14 |
| Kathmandu SC     | 0    | 3 | 0 | 0 | 3 | 4  | 11 | −7  |

Todos los partidos se jugaron en el Salt Lake Stadium en Calcuta, India.
| Mohun Bagan      | 8–0 | Crescent Textile |
| Al-Fanja         | 5–1 | Kathmandu SC     |
| Mohun Bagan      | 4–2 | Kathmandu SC     |
| Al-Fanja         | 8–1 | Crescent Textile |
| Crescent Textile | 2–1 | Kathmandu SC     |
| Mohun Bagan      | 1–0 | Al-Fanja         |

### Grupo 4
| Club          | Pts | J | G | E | P | GF | GC | GD |
| ------------- | --- | - | - | - | - | -- | -- | -- |
| Mohammedan SC | 3   | 2 | 1 | 1 | 0 | 2  | 1  | +1 |
| Persepolis    | 2   | 2 | 1 | 0 | 1 | 6  | 2  | +4 |
| Saunders SC   | 1   | 2 | 0 | 1 | 1 | 0  | 5  | −5 |

Todos los partidos se jugaron en el Bangabandhu National Stadium en Dhaka, Bangladés.
| Mohammedan SC | 0–0 | Saunders SC |
| Persepolis    | 5–0 | Saunders SC |
| Mohammedan SC | 2–1 | Persepolis  |

### Grupo 5
| Club                    | Pts. | J | G | E | P | GF | GC | GD  |
| ----------------------- | ---- | - | - | - | - | -- | -- | --- |
| Royal Thai Air Force FC | 8    | 4 | 4 | 0 | 0 | 22 | 2  | +20 |
| Pahang FA               | 5    | 4 | 2 | 1 | 1 | 8  | 4  | +4  |
| Niac Mitra              | 4    | 4 | 1 | 2 | 1 | 5  | 4  | +1  |
| Geylang International   | 3    | 4 | 1 | 1 | 2 | 5  | 13 | −8  |
| Bandaran                | 0    | 4 | 0 | 0 | 4 | 3  | 20 | −17 |

Todos los artidos se jugaron en Bangkok, Tailandia.
| Royal Thai Air Force  | 2–1 | Pahang FA             |  |
| Niac Mitra            | 3–1 | Bandaran              |  |
| Royal Thai Air Force  | 9–0 | Geylang International |  |
| Pahang FA             | 0–0 | Niac Mitra            |  |
| Royal Thai Air Force  | 2–1 | Niac Mitra            |  |
| Geylang International | 3–1 | Bandaran              |  |
| Niac Mitra            | 1–1 | Geylang International |  |
| Pahang FA             | 5–1 | Bandaran              |  |
| Royal Thai Air Force  | 9–0 | Bandaran              |  |
| Pahang FA             | 2–1 | Geylang International |  |

### Grupo 6
| Club             | Pts. | J | G | E | P | GF | GC | GD  |
| ---------------- | ---- | - | - | - | - | -- | -- | --- |
| April 25         | 8    | 4 | 4 | 0 | 0 | 11 | 1  | +10 |
| Guangdong Wanbao | 6    | 4 | 3 | 0 | 1 | 11 | 3  | +8  |
| Yamaha Motors    | 3    | 4 | 1 | 1 | 2 | 12 | 9  | +3  |
| South China AA   | 3    | 4 | 1 | 1 | 2 | 4  | 5  | −1  |
| Wa Seng          | 0    | 4 | 0 | 0 | 4 | 3  | 23 | −20 |

Todos los partidos se jugaron en Guangzhou, China PR.
| Guangdong Wanbao | 3–1 | Yamaha Motors    |  |
| April 25         | 3–0 | South China AA   |  |
| Yamaha Motors    | 9–2 | Wa Seng          |  |
| Guangdong Wanbao | 1–0 | South China AA   |  |
| Yamaha Motors    | 1–1 | South China AA   |  |
| April 25         | 4–0 | Wa Seng          |  |
| South China AA   | 3–0 | Wa Seng          |  |
| April 25         | 1–0 | Guangdong Wanbao |  |
| Guangdong Wanbao | 7–1 | Wa Seng          |  |
| April 25         | 3–1 | Yamaha Motors    |  |

## Semifinal

### Grupo A
| Club             | Pts. | J | G | E | P | GF | GC | GD  |
| ---------------- | ---- | - | - | - | - | -- | -- | --- |
| Al-Rasheed       | 5    | 3 | 2 | 1 | 0 | 7  | 1  | +6  |
| Guangdong Wanbao | 4    | 3 | 1 | 2 | 0 | 8  | 2  | +6  |
| Kazma SC         | 3    | 3 | 1 | 1 | 1 | 2  | 3  | −1  |
| Mohun Bagan AC   | 0    | 3 | 0 | 0 | 3 | 0  | 11 | −11 |

Todos los partidos se jugaron en Guangzhou, China PR.
| Kazma SC         | 1–0 | Mohun Bagan      |
| Al-Rasheed       | 1–1 | Guangdong Wanbao |
| Guangdong Wanbao | 6–0 | Mohun Bagan      |
| Al-Rasheed       | 2–0 | Kazma SC         |
| Guangdong Wanbao | 1–1 | Kazma SC         |
| Al-Rasheed       | 4–0 | Mohun Bagan      |

### Grupo B
| Club          | Pts. | J | G | E | P | GF | GC | GD |
| ------------- | ---- | - | - | - | - | -- | -- | -- |
| Al-Saad       | 7    | 4 | 3 | 1 | 0 | 8  | 4  | +4 |
| Al-Ittifaq    | 5    | 4 | 2 | 1 | 1 | 9  | 5  | +4 |
| April 25      | 3    | 4 | 1 | 1 | 2 | 4  | 4  | 0  |
| Mohammedan SC | 3    | 4 | 1 | 1 | 2 | 5  | 7  | −2 |
| Pahang FA     | 2    | 4 | 1 | 0 | 3 | 3  | 9  | −6 |

Todos los partidos se jugaron en Kuantan, Malasia.
| Al-Saad       | 2–0 | Pahang FA     |
| April 25      | 0–1 | Mohammedan SC |
| Al-Ittifaq    | 4–1 | Pahang FA     |
| Al-Saad       | 2–2 | Mohammedan SC |
| Al-Saad       | 2–1 | April 25      |
| Al-Ittifaq    | 3–1 | Mohammedan SC |
| Mohammedan SC | 1–2 | Pahang FA     |
| Al-Ittifaq    | 1–1 | April 25      |
| Al-Saad       | 2–1 | Al-Ittifaq    |
| April 25      | 2–0 | Pahang FA     |

## Final
| 31 de marzo de 1989 | Al-Rasheed                        | 3–2 | Al-Sadd                 | Al-Shaab Stadium, Bagdad                                      |                                                               |
|                     | Radhi 20' · Abdul-Kadhim 24', 35' |     | Salman 56' · Ghanim 85' | Asistencia: 10.000 espectadores Árbitro(s): Abdullah Al-Naser | Asistencia: 10.000 espectadores Árbitro(s): Abdullah Al-Naser |

| 8 de abril de 1989                                     | Al-Sadd    | 1–0 | Al-Rasheed | Jassim bin Hamad Stadium, Doha                         |                                                        |
|                                                        | Salman 82' |     |            | Asistencia: 5.000 espectadores Árbitro(s): Jasim Mendi | Asistencia: 5.000 espectadores Árbitro(s): Jasim Mendi |
| Al-Saad fue campeón por la regla del gol de visitante. |            |     |            |                                                        |                                                        |

## Campeón
| Catar              |
| Al-Saad 1.º título |